# Yuzuki Ito
Yuzuki Ito (født 7. april 1974) er en tidligere japansk fodboldspiller.
Han har spillet for flere forskellige klubber i sin karriere, herunder Shimizu S-Pulse, Kawasaki Frontale og Consadole Sapporo.